# 프닉스

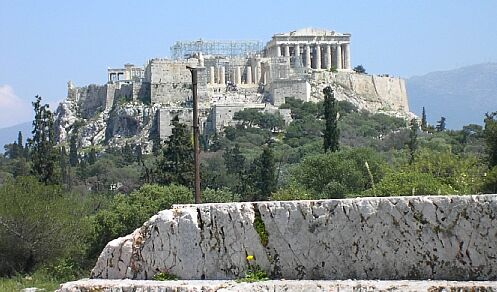
프닉스

프닉스(고대 그리스어: Πνύξ, 그리스어: Πνύκα)는 그리스 아테네의 중심부에 있는 언덕으로, 아크로폴리스 언덕의 서쪽으로 1km 떨어진 곳에 있으며 신타그마 광장 남서쪽 1.6km 위치에 있다.